# Хе Чентянь
Хе Чентянь (何承天, 370 — 447) — державний діяч, вчений-натураліст і астроном часів династії Лю Сун.

## Життєпис
Народився у 370 році у повіті Таньсянь, Дунхайтані (сучасна провінція Шаньдун). Походив з родини високопосадовця часів династії Східна Цзінь. Соратник засновника і першого володаря династії Лю Сун. Обіймав відповідальні державні посади, зокрема канцлера та голови цензората. У 440-х роках отримав звання «вченого-ерудита Державної академії» (гоцзи боши) і став наставником спадкоємця престолу. Наприкінці життя розжалуваний за розголошення секретного наказу. Помер у 447 році.

## Природознавство та філософія
Основні твори — «Да сін лунь» 達性論 («Судження про осягнення природи людини»), «Баоін-вень» 報應問 («Пѝтаю про відплату за діяннями»). Погляди Хе Чентяня викладені також у приватних листах. Також написав «Да Цзун цзюй шишу» («У відповідь на лист анахорета Цзун Біна»), «Чуньцю цяньчжуань» ("Перекази, попередні «Весні і осінь»), «Чуньцю цянь цзачжуань» ("Різні перекази, що передують «Весні і осіні»). Чжан Пу, вчений епохи Мін, у 1639 році склав «Збірку творів Хе Хеняна», куди увійшли усі твори.
Головна мета Хе Чентяня полягала в дискредитації буддизму та спростування його основних доктринальних положень. Поділяючи тезу про «варварське» походження вчення Будди, висунутий Цай Мо, він посилив його теоретичне обґрунтування. Спираючись на традиційні для Китаю уявлення про просторову структуру космосу, доводив спочатку «погану» «природу» (мешканців Індії як народу, що населяє ієрархічно нижчий по відношенню до Китаю відрізок простору. Виступав проти ідеї «незнищенності духу» (шеньбу ме), вбачаючи в ній головну доктрину буддизму. Спростовував вчення про сансару (луньхуей) і кармічну відплату, ґрунтуючись на уявленнях про підпорядкування людського життя загальним закономірностям природи.
Доводячи хибність вчення про відплату за діяннями, підкреслював, що згідно з ним такі прославлені державні діячі і мислителі давнини, як Чжоу-ґун і Конфуцій, повинні були б з'явитися в новому обличчі серед нащадків, чого не відбулося. Важливе місце в системі його аргументації займають посилання на порядок руху небесних об'єктів, атмосферні явища, які слугували доказом природності процесів, що відбуваються в космосі, і відсутності надприродної розумової істоти.

## Астрономія
При розробці календаря періоду Юаньцзя (424–453) — Юаньцзя лі, який було прийнято у 443 році, що став зразком для епох Тан і Сун, Хе Чентянь запропонував починати місяць не з дня, що розраховується по середній величині синодичного місяця, а з того, у якому Сонце і Місяць виявляються на одній довготі. Слідом за Юй Сі справив дослідницькі прецесії та встановив її швидкість в 1º за кожні 100 років, проте не використав цю величину в своєму календарі.

## Математика
Хе Чентянь також займався вивченням співвідношення довжини окружності до її діаметра, займався вивченням π = 3,1428.

## Музика
Хе Чентянь майстерно грав на 10—16-струнній цитрі і реформував музично—теоретичну систему Цзин Фана, розробивши нову — сіньлюй («новий люй»). За рахунок розподілу серед усіх люй різниці між 13-м «по породженню» люй і октавою від хуан чжуна. Це призвело до невеликого подовження всіх 11 трубок люй, що знаходяться між хуан чжуном і його октавою. Хоча лад став більш темперованим, така побудова була штучною і не дозволяла досягти необхідної математичної точності.